# Lac du Klöntal
Le lac du Klöntal est un lac naturel du canton de Glaris en Suisse.

## Géographie
Depuis 1908, il est utilisé comme retenue pour la production d'électricité. La construction, à l'est du lac, du barrage de Rhodannenberg en 1910, a permis d'accroître son volume.
La Löntsch s'écoule au pied du barrage et rejoint ensuite la Linth.
Le 1er mai 2022, la landsgemeinde a approuvé une proposition des Verts visant à interdire le trafic motorisé individuel au moins huit dimanches par année dans le Klöntal,.